# Экономика Милана
Милан является одним из главных финансовых и деловых центров Европы и мира. ВВП Милана вместе с его пригородами в 2004 году составил 241,2 миллиарда евро (или 312,3 миллиарда долларов США). Таким образом Милан находится на четвертом месте среди городских агломераций Европы по уровню ВВП. Если бы Милан был страной, то его экономика находилась бы на 28 месте среди крупнейших экономик мира, наравне с экономикой Австрии. ВВП непосредственно города Милан в размере 115 миллиардов долларов делает его 26 богатейшим городом мира по покупательной способности. Милан является 11 самым дорогим городом в мире для иностранцев, он оказывает влияние на моду, торговлю, бизнес, банковскую сферу, дизайн, и промышленность в масштабах всего мира, являясь альфа-городом наряду с такими городами, как Куала-Лумпур, Торонто, Брюссель, Мадрид, Сеул и Буэнос-Айрес. Кроме того, внутренний район города, является крупнейшим промышленным районом Италии и одним из крупнейших в Европе. Уровень ВВП на душу населения в Милане является одним из самых высоких в Италии, составляя около 35137 евро (или 52263 доллара), что на 61,6% больше среднего уровня в ЕС.

## Экономическая история Милана
В конце XII века Милан был богатым городом , в основном, занимался производством доспехов и шерсти. В это время Милан управлял Ломбардией, что также приносило дополнительный доход. В Эпоху Возрождения, наряду с Венецией и Флоренцией город славился производством предметов роскоши, текстиля, шляп и тканей. Милан имел такое культурное влияние, что слово «модистка» («millinery»), т.е. женщина, занимающаяся производством женских головных уборов, произошло от наименования города. К концу XIX — началу XX века Милан стал крупным европейским промышленным центром. В городе были развитые автомобильная промышленность, тяжёлое машиностроение, производство химикатов, текстиля, инструментов, издательское дело. После Второй мировой войны и открытия лагеря беженцев, город стал свидетелем экономического чуда. Были построены новые здания, появились новые отрасли; многие иммигранты из Южной Италии и Китая переселились в Милан. Город пережил сильный поток иммигрантов и стал одним из основных международных космополитических центров для иностранной рабочей силы. Исследования показали, что к концу 1990-х годов, более 10% работников города были иностранцами. В январе 2008 года по данным ISTAT, в Милане проживало 181393 иностранных иммигрантов, что составляет 13,9% от общей численности населения.

## Индустрия моды
Милан также рассматривается в качестве одной из главных столиц моды, ежегодно конкурируя с другими крупными международными центрами, такими как Нью-Йорк, Париж, Рим, Лондон, Лос-Анджелес и Токио. Основными домами мод и торговыми марками являются такие бренды, как Versace, Gucci, Armani, Valentino, Prada, Dolce & Gabbana, Moschino и Missoni. Их штаб-квартиры располагаются в Милане, активно способствуя развитию экономики города. Кроме того, дважды в год в Милане проводится неделя моды.

## Компании Милана
В Милане располагаются многие из крупнейших компаний Италии, одна из них (UniCredit) входит в список ста крупнейших компаний мира. К другим крупным корпорациям и банкам, базирующимся в Милане, можно отнести Luxottica, Borsa Italiana, Telecom Italia Mobile (TIM), Banca Intesa, Banca Popolare di Milano, Vodafone Italy, Odeon TV, Fininvest, Esselunga, Fineco, Versace, Gucci, La Rinascente, Alfa Romeo, Prada, Etro, Pirelli, Compagnia Generale di Elettricità, Valentino, Armani, Missoni, Moschino, Telelombardia, SEAT Pagine Gialle и BBPR. Здесь находится штаб-квартира крупнейшего кадрового агентства Италии, Gi Group Spa.